# Aire préoptique médiane
Pour les articles homonymes, voir APOM.
 (mai 2017).
Si vous disposez d'ouvrages ou d'articles de référence ou si vous connaissez des sites web de qualité traitant du thème abordé ici, merci de compléter l'article en donnant les références utiles à sa vérifiabilité et en les liant à la section « Notes et références ».
L'aire préoptique médiane (APOM) est une partie de l'hypothalamus.  C'est une zone d’intégration très importante pour les stimuli et la motivation sexuelle. Elle est également importante dans la thermogenèse en étant sensible à la libération de cytokines.

## Chez les rats
Chez le rat, l'aire préoptique médiane est aussi beaucoup plus développée chez le mâle que la femelle (de 3 à 7 fois).  Le volume de l'APOM est corrélée avec le niveau d'activité sexuelle. Le stress entraîne une diminution de sa taille.  Elle est connectée à l'aire tegmentaire latérale du tronc cérébral qui contrôle la copulation. La stimulation de l'aire préoptique médiane entraîne la copulation, tandis qu'une lésion y abolit la copulation. 